# Sky Arts
A Sky Arts (eredetileg Artsworld néven indított) csatorna egy 24 órás színházi előadásokat, dokumentumfilmeket, opera előadásokat, jazz és klasszikus élő felvételeket, művészfilmeket, művészetekkel kapcsolatos filmeket kínáló csatorna. A csatorna 2000. január 1-én indult. A csatorna a Sky, Virign Media és a TalkTalk TV hálózatán keresztül érhető el. A csatorna nagyfelbontású változata a Sky Arts HD szintén elérhető a Virgin Media szolgáltatásain keresztül, mely előfizethető az alapcsomag részeként.

## Története

### 1990 - 1992
A csatorna 1990. december 2. és 1992. december 31. között sugárzott az Astra 1A műholdon keresztül a Sky Television szolgáltatás keretein keresztül. Az indulás során a promóciós műsorok azt sejtették, hogy a csatorna közös frekvencián, osztott műsoridőben fog a The Disney Channellel közösen sugározni. Azonban egyik csatornán sem indult el a gyerekcsatorna a Sky és a csatorna vitái miatt. A Sky One azonban sugárzott művész programokat, mint a pl. a Carmen operáját.
1990-ben a British Broadcasting Sattelite (BSB) és a Sky Television plc mint Sky Broadcasting jelentek meg a piacon. A csatorna bezárását követően a Sky News jelent meg a helyén. A csatorna a Marcopolo és Astra műholdon keresztül sugárzott, amikor a csatorna megszűnt.

### Artsworld 2000 - 2007
A csatorna Artsworld néven indult 2000. január 1-én. A csatorna később súlyos pénzügyi nehézségekkel küzdött, majd 2002 júliusában a bezárásról döntöttek, azonban 2003-ban a Sky megszerezte a csatorna 50%-nak részesedését.
A Sky ezt követően megvásárolta a fennmaradó részvényeket is. 2005 júniusában a csatorna csökkentette prémium előfizetési díját. Ezt követően 60 órányi klasszikus zenét, és hét teljes hosszúságú operát sugároztak promóciós célból, hogy új előfizetőket toborozzanak. John Cassy az Artsworld menedzsere nagyszerűnek találta, hogy a csatorna ezentúl milliók számára lesz elérhető.

### Sky Arts
2007. március 1-én az Artsworld Sky Arts néven sugárzott tovább, és elindult nagyfelbontású változata a Sky Arts HD is. A BSkyB tulajdonában lévő csatorna ekkor vette fel a Sky előtagot, mint minden BSkyB csatorna.